# Cabu
Cabu, pseudoniem van Jean Cabut (Châlons-en-Champagne, 13 januari 1938 – Parijs, 7 januari 2015), was een Frans striptekenaar en cartoonist.

## Biografie

### Jeugd, studie en mobilisatie
Jean Cabut werd geboren in de Franse Champagne. Al op vroege leeftijd hield Cabut zich bezig met tekenen en op 12-jarige leeftijd won hij een tekenwedstrijd van het katholieke jeugdblad Coeurs vaillants. Hij won een fiets en zijn tekening werd gepubliceerd. Hij bleef tekenen en publiceerde in 1954 zijn eerste illustraties in het lokale dagblad l’Union de Reims. In Parijs studeerde hij aan de kunstacademie. Zijn carrière werd onderbroken toen hij werd opgeroepen voor het Franse leger ten tijde van de Algerijnse Oorlog. In de ruim twee jaar (27 maanden) die hij in het leger diende, werkte hij in Constantine mee aan de legerkrant Le Bled waar onder andere ook Philippe Labro en Francis Veber voor werkten. Hij publiceerde er de serie La Fille du colonel (De Dochter van de kolonel). Hij hield aan deze periode een sterk antimilitaristisch gedachtegoed en een vrij anarchistische levensvisie over die zich uitte in zijn tekeningen. Een van zijn personages, adjudant Kronenbourg, kwam voort uit deze periode. Tijdens zijn legerdienst werkte hij ook voor het tijdschrift Paris Match.

### Begin professionele carrière
Na zijn studies in Parijs en zijn demobilisatie in 1960, tekende hij voor verschillende bladen waaronder Ici Paris en France Dimanche. In juni 1960 ontmoette hij de tekenaar Fred die hem voorstelde aan een team opkomende tekenaars met wie Cabu later het satirische blad Hara-Kiri zou oprichten. Hij werkte sinds 1962 ook voor het tijdschrift Pilote. Daar illustreerde hij de rubriek Potachologie en creëerde hij zijn favoriete personage Le Grand Duduche, een blonde scholier met een kleine ronde bril gebaseerd op zijn ervaringen op de middelbare school in Châlons-en-Champagne. Van deze strip werden acht albums uitgegeven bij uitgeverij Dargaud en een integrale uitgave bij Vents d'Ouest. Hij tekende ook voor het ten tijde van de Parijse studentenrevolte uitgegeven blad l'Enragé dat gevuld was met alleen maar karikaturen. Verder maakte hij cartoons voor de Franse tijdschriften Charlie Hebdo en Le Canard enchaîné. Het was bijvoorbeeld door een karikatuur van Cabu dat de ondertekenaars van het geruchtmakende abortusmanifest bekend werden als de "343 sletten" (1971).

### Dood
Cabut overleed in 2015 bij de aanslag op het hoofdkantoor van Charlie Hebdo in Parijs. Cabut werd op 14 januari, een week na de aanslag, begraven. Zijn zoon was de in 2010 overleden zanger Mano Solo.